# Мухолов рудогорлий
Мухолов рудогорлий (Poecilotriccus plumbeiceps) — вид горобцеподібних птахів родини тиранових (Tyrannidae). Мешкає в Південній Америці.

## Підвиди
Виділяють чотири підвиди:
- P. p. obscurus (Zimmer, JT, 1940) — південно-східне Перу (на південь від Куско) і Болівія (до Санта-Крусу);
- P. p. viridiceps (Salvadori, 1897) — південна Болівія (від Чукісакі) до північно-західної Аргентини (Сальта);
- P. p. plumbeiceps (Lafresnaye, 1846) — південно-східна Бразилія (від Ріо-де-Жанейро і Сан-Паулу на південь до Ріу-Гранді-ду-Сул), східний Парагвай, північно-східна Аргентина (Місьйонес, Коррієнтес) і північно-східний Уругвай[4];
- P. p. cinereipectus (Novaes, 1953) — східна Бразилія (Алагоас, Баїя, південний схід Мінас-Жерайсу, Еспіриту-Санту).

## Поширення і екологія
Рудогорлі мухолови мешкають в Перу, Болівії, Аргентині, Бразилії, Парагваї і Уругваї. Вони живуть в підліску вологих рівнинних і гірських тропічних лісів, на узліссях і в чагарникових заростях. Зустрічаються на висоті від 750 до 2750 м над рівнем моря.